# Bryan Carrasco
Bryan Paul Carrasco Santos (Santiago de Chile, 1991. január 31. –) chilei labdarúgó, 2018-tól a mexikói Tiburones Rojos de Veracruz középpályása.

## Pályafutása
Sokáig otthon, az Audax Italiano csapatában szerepelt, bár 2012-ben egy rövid időre a Dinamo Zágrábban is játszott kölcsönben. 2018 nyarán a mexikói Tiburones Rojos de Veracruzhoz igazolt.